# Shori Hamada
Shori Hamada (25 september 1990) is een Japans judoka. 
Hamada werd in 2018 wereldkampioen door eerst in de halve finale Marhinde Verkerk te verslaan en vervolgens in de finale Guusje Steenhuis. Tijdens de Olympische Zomerspelen van Tokio won Hamada de gouden medaille in het zwaargewicht. In de Olympische teamwedstrijd kwam Hamada de mat niet op, maar ontving wel een zilveren medaille

## Olympische Zomerspelen
| Editie | Plaats | Resultaten                                 |
| ------ | ------ | ------------------------------------------ |
| 2021   | Tokio  | half zwaargewicht Gemengde landenwedstrijd |

## Wereldkampioenschappen
| Jaar | Plaats | Resultaten               |
| ---- | ------ | ------------------------ |
| 2018 | Bakoe  | half zwaargewicht        |
| 2019 | Tokio  | half zwaargewicht · team |

1992: Kim Mi-jung ·
1996: Ulla Werbrouck ·
2000: Tang Lin ·
2004: Noriko Anno ·
2008: Yang Xiuli · 
2012: Kayla Harrison · 
2016: Kayla Harrison · 
2020: Shori Hamada · 
2024: Alice Bellandi